# Wilhelminenberg (Markt Taschendorf)
Wilhelminenberg  (fränkisch umgangssprachlich: Die Meierei, Bauerahouf, Naufm Houf bzw. Gudshouf) ist ein Gemeindeteil des Marktes Markt Taschendorf im Landkreis Neustadt an der Aisch-Bad Windsheim (Mittelfranken, Bayern). Wilhelminenberg liegt in der Gemarkung Obersteinbach.

## Geographie
Der Weiler liegt in Hanglage am Hummersberg, einer Erhebung des Steigerwaldes. Eine Anliegerstraße führt nach Obersteinbach zur Staatsstraße 2259 (0,6 km südlich).

## Geschichte
Der Ort wurde 1739 als „Obersteinbach[ische] Herrschaftl[iche] Schäferey“ erstmals erwähnt. 1801 und später wurde der Ort „Wilhelminenberg“ genannt. Benannt wurde er nach Wilhelmina, Freifrau von Selteneck. In der Mundart wurde der Ort nach seiner Lage bzw. nach seiner Funktion benannt.
Im Rahmen des Gemeindeedikts wurde Wilhelminenberg im Jahre 1808 dem Steuerdistrikt und der Ruralgemeinde Obersteinbach zugeordnet. Am 1. Januar 1972 wurde Wilhelminenberg im Zuge der Gebietsreform in Bayern nach Markt Taschendorf eingemeindet.

### Baudenkmäler
- Obersteinbach 99: Gutshof mit Essigkellerei, Scheunen und Nebengebäuden[8]

ehemaliges Baudenkmal
- Felsenkeller, am Weg nach Obersteinbach. Im Schlussstein des rundbogig schließenden Eingangs bezeichnet „1815“.[9]

### Einwohnerentwicklung
| Jahr      | 1836   | 1840   | 1861   | 1871   | 1885   | 1900   | 1925   | 1950   | 1961   | 1970   | 1987   |
| Einwohner | 5      | 15     | *      | 25     | 15     | 5      | 25     | 37     | 47     | 19     | 17     |
| Häuser    | 4      | 4      |        |        | 4      | 1      | 3      | 3      | 5      |        | 4      |
| Quelle    | [ 11 ] | [ 12 ] | [ 13 ] | [ 14 ] | [ 15 ] | [ 16 ] | [ 17 ] | [ 18 ] | [ 19 ] | [ 20 ] | [ 21 ] |

## Religion
Wilhelminenberg ist evangelisch-lutherisch geprägt und bis heute nach St. Rochus (Obersteinbach) gepfarrt.